# Brachymeles bonitae
Brachymeles bonitae är en ödleart som beskrevs av Duméril och Bibron 1839. Brachymeles bonitae ingår i släktet Brachymeles och familjen skinkar. IUCN kategoriserar arten globalt som livskraftig. Inga underarter finns listade.
Arten förekommer med flera från varandra skilda populationer i norra Filippinerna. Den lever i låglandet och i kulliga områden upp till 800 meter över havet. Habitatet utgörs av skogar och dessutom besöker Brachymeles bonitae odlingsmark. Den gömmer sig ofta i lövskiktet eller under bråte som ligger på marken.